# Mía Maestro
Mía Maestro, född 19 juni 1978  i Buenos Aires , är en argentinsk skådespelare. Hon är känd för rollen som Nadia Santos i TV-serien Alias. Maestro medverkade 2006 i Poseidon.

## Filmografi (urval)
- 1998 – Tango
- 1999 – The Venice Project
- 2000 – Timecode
- 2002 – Frida
- 2004 – Dagbok från en motorcykel
- 2006 – Poseidon
- 2011 – The Twilight Saga: Breaking Dawn - Part 1